# A-001
التجربة أي-001 بالإنجليزية A-001هي التجربة الثانية لصاروخ الإنقاذ للمركبة الفضائية (كبسولة القيادة).

## الغرض
اجريت التجربة الثانية بقصد اثبات نجاح صاروخ إنقاذ رواد الفضاء بمركبتهم الفضائية في حالة الخطر. والاختلاف بين تلك التجربة والتجربة الأولى يتلخص في أن التجربة الأولى قد أجريت من على سطح الأرض في حين أن أجريت التجربة الحاية بغرض اثبات نجاح النظام في انقاذ المركبة الفضائية أثناء حدوث حالة خطرة أثناء الإقلاع وعندما يكون صاروخ الإطلاق قد تعدى سرعة الصوت في الأجواء العليا.

## الطيران
أجل الإقلاع لمدة 24 ساعة بسبب رياح شديدة، ثم صعد الصاروخ الحامل يوم 13 مايو 1964 في تمام الساعة 5:59 صباحا. وأعطيت إشارة من مركز القيادة على الأرض إلى الصاروخ لكي يقطع تشغيل المحركات، مسببا بالتالي إشعال صاروخ النجاة ومحركات فصل مركبة القيادة command module عن وحدة الخدمة service module. وقد حدث الانفصال بعد 44 ثانية بعد الإطلاق.استخدمت في هذه التجربة نماذج لمركبة القيادة ولوحدة الخدمة.
كان الهبوط طبيعيا ماعدا أن أحد المظلات الثلاث المعلقة بهم مركبة القيادة أصابها تمزق نتيجة احتكاكها بقمة مركبة الثيادة. وسقطت مركبة القيادة (الكبسولة) بسرعة نحو 5و8 متر/ثانية بدلا عن السرعة المقدرة ب 3و7 متر/ثانية في حالة انفتاح الثلاثة مظلات. وسقطت مركبة القيادة نحو 7 كيلومتر بعد أن وصلت إلى ارتفاع 9 كيلومتر، واستغرق هبوطها 350 ثانية في المحيط الأطلسي. وبصرف النظر عما حدث من فساد لأحد المظلات الثلاث فيعتبر نظام إنقاذ وحدة القيادة Command Module ناجحا.

## اقرأ أيضا
- أبولو 8
- أبولو 10
- أبولو 11
- نيل أرمسترونج
- قائمة بعثات أبولو

## وصلات خارجية
- The Apollo Spacecraft: A Chronology
- Apollo Program Summary Report
- Little Joe II Qualification Test Flight Report - September 1963 (PDF)
- Postlaunch Report for Little Joe II Mission A-001 - May 1964 (PDF)

‌